# William Mason (zapaśnik)
William (Frederick) Henry Mason (ur. 1 marca 1889, zm. 14 lutego 1961) – brytyjski zapaśnik walczący w stylu wolnym. Olimpijczyk z Antwerpii 1920, gdzie zajął piąte miejsce w wadze ciężkiej.

## Letnie Igrzyska Olimpijskie 1920
| Konkurencja         | Rundy eliminacyjne | Klas. końcowa |
| Konkurencja         | 1/4                | Miejsce       |
| ------------------- | ------------------ | ------------- |
| +82,5 kg styl wolny | Fred Meyer (USA) P | 5.            |